# Flexamia zacate
Flexamia zacate är en insektsart som beskrevs av Whitcomb och Hicks 1988. Flexamia zacate ingår i släktet Flexamia och familjen dvärgstritar. Inga underarter finns listade i Catalogue of Life.